# Jaspis czarny
Jaspis czarny – czarna odmiana jaspisu, wyróżniająca się aksamitnym połyskiem i rysunkiem, przypominającym słoje drewna. Wydobywany głównie z Karoliny Północnej w USA. Ceniony przez kolekcjonerów, używany jest jako kamień ozdobny oraz pobierczy.